# Olaf le Blanc
Olaf Guthfrithsson, connu sous le nom de Olafr Hvitr (Olaf le Blanc) est un roi viking qui a régné sur Dublin en Irlande entre 853 et 871, parfois assimilé à Amlaíb Conung.

## Roi de Dublin
Après la mort de Thorgis, le royaume scandinave de Dublin est menacé par la révolte des Irlandais et l'intervention des Danois. Une victoire décisive des Danois sur les Norvégiens à Carlingford (852) semble mettre au plus mal la puissance norvégienne en Irlande quand intervient la flotte royale d’Olaf le Blanc, qui débarque à Dublin en 853. Il se proclame chef de tous les Norvégiens de l’Irlande qu’il met à feu et à sang. Le roi irlandais Mael Seachlinn tente vainement d’unir les forces irlandaises.
Olaf quitte Dublin pour se rendre en Norvège, laissant son frère Ívarr responsable de l'Irlande, et rentre vers 856/857.
Olaf le Blanc aurait épousé la fille du roi d'Écosse Cináed mac Ailpín à la faveur d'une alliance militaire, puis Aude la Très-Sage, fille de Ketill Au nez plat, qui règne sur les Hébrides. Après une querelle avec son père, avec qui il s'affronte dans le Munster en 857, Olaf répudie Aud. Il aurait ensuite épousé la fille du roi d'Osraige Cerball mac Dúnlainge, avec qui il s'allie en 859, puis celle d’Áed Findliath, successeur de Mael Seachlinn en tant qu’Ard rí Érenn en 862. Il est en Écosse en 866-869 où il combat les Pictes du Fortriú. De retour en Irlande, il attaque Armagh le jour de la saint Patrick (17 mars 869). Mille personnes sont tuées ou faites prisonnières. Il s'empare de Dumbarton, capitale du royaume de Strathclyde dès l'année suivante, avec son frère Ívarr, à la suite d'un siège de quatre mois.
Il retourne en Norvège en 871, pour aider son père, le roi des Lochlannes, à faire la guerre. Il y meurt sans doute au cours d’une bataille. Son frère Ívarr lui succède comme roi de toute l’Irlande. Son règne sera pour l’Irlande une période de relative tranquillité, sans doute à cause de la découverte et du début de la colonisation de l’Islande qui mobilise les Norvégiens.

## Sources
- Jean-Philippe Genet Les îles Britanniques au Moyen Âge, Hachette supérieur, 2005  (ISBN 2-01-144904-9 et 9782011449047)
- Alfred P. Smyth Warlords and holy men: Scotland AD 80-1000  Edinburgh University Press, 1989  (ISBN 0-7486-0100-7 et 9780748601004)
- Angelo Forte, Richard D. Oram, Frederik Pedersen Viking empires  Cambridge University Press, 2005  (ISBN 0-521-82992-5 et 9780521829922)